# Sunnhordland
Sunnhordland är ett landskap och distrikt i Hordaland i Norge, vilket idag omfattar de sju kommunerna Bømlo, Etne, Fitjar, Kvinnherad, Stord, Sveio och Tysnes med totalt 58 260 invånare 1 januari 2013. Landskapet har en yta på  2 896 kvadratkilometer, varav hälften är områden som ligger högre än 300 meter över havet. Distriktscentrumet är Stord. 
Folk från Sunnhordland kallas för sunnhordlendinger och talar sunnhordlandsmål. Den år 1902 grundade dagstidningen Sunnhordland utges i Leirvik med upplaga på omkring 8 000 och täcker huvudsakligen kommunerna Bømlo, Fitjar, Kvinnherad, Stord och Tysnes.
Fram till mitten av 1800-talet var också kommunerna Strandebarm, Austevoll, Fusa, Samnanger, och Os, samt delar av Fana och en del av Sunnhordland. Gränsen mot Nordhordland gick vid Hordnes i Fana, medan gränsen mot Hardanger gick vid Straumastein i Kvams kommun. På grund av kommunens närhet till Bergen räknas Austevoll som en del av Midthordland. Tidigare ingick också Ølen kommun, vilken slogs ihop 2002 med Vindafjord kommun i Rogaland fylke.
Sunnhordland är en av de 15 landskap som tillsammans utgör landsdelen Vestlandet.

## Befolkningsutveckling
Tabellen visar befolkningsutvecklingen i Sunnhordland under perioden 1966-2006 och en prognos för 2030.
| År   | Invånarantal |
| ---- | ------------ |
| 1966 | 40 574       |
| 1976 | 46 817       |
| 1986 | 51 075       |
| 1996 | 53 522       |
| 2006 | 54 876       |
| 2030 | 62 771       |

## Befolkningsmässigt största tätorter 2012
- Leirvik – 11 670 (Stord)
- Sagvåg – 3 241 (Stord)
- Svortland – 2 282 (Bømlo)
- Husnes – 2 223 (Kvinnherad)
- Sunde/Valen – 2 233 (Kvinnherad)
- Fitjar – 1 342 (Fitjar)
- Sveio – 1 242 (Sveio)
- Mosterhamn – 1 203 (Bømlo)
- Rubbestadneset – 1 162 (Bømlo)
- Etnesjøen – 1 098 (Etne)
- Rosendal – 944 (Kvinnherad)

### Fotnoter
1. ↑  Statistisk Sentralbyrå: Folkemengde 1. januar 2013
2. 1 2  ssb.no: historiske befolkningsendringer i kommunene
3. ↑  Statistisk Sentralbyrå: Folkemengde per 1. januar etter fylke og kommune. Registrert 2009. Framskrevet 2010-2030, alternativ MMMM Arkiverad 21 augusti 2009 hämtat från the Wayback Machine.